# Otto cavalli neri per l'87º Distretto
Otto cavalli neri per l'87º Distretto (titolo originale Eight Black Horses), uscito nel 1985,  è un romanzo poliziesco di Ed McBain appartenente alla serie dedicata alle storie dell'87º Distretto. In Italia è stato pubblicato per la prima volta nel 1986 da Arnoldo Mondadori Editore nella collana Il Giallo Mondadori con il n. 1956.

## Edizioni
- Ed McBain, Otto cavalli neri per l'87º Distretto, collana Il Giallo Mondadori n. 1956, Mondadori, 1986,  p. 176.